# Onigiri
Onigiri (御握り) er krydrede japanske risboller. Krydderiblandingen, furikake, findes med forskellige slags smag som for eksempel fisk, grøntsager osv.
Onigiri fyldes ofte også med forskellige slags fisk (frisk eller tørret), grøntsager eller frugter så som blommer. De har for det meste en trekantet form og er ofte omviklet med nori-alger.
Onigiri er et populært mellemmåltid og kan fås i mange varianter i de fleste japanske convenience stores og levnedsmiddelbutikker. Derudover findes der også enkelte butikker, såkaldte onigiri-ya, der har specialiseret sig i fremstilling af håndlavede risboller. Som traditionelt take-away eller fast food er de mere populære i Japan end for eksempel sushi.